# San Sebastián Sedas
San Sebastián Sedas är en ort i Mexiko.   Den ligger i kommunen San Francisco Telixtlahuaca och delstaten Oaxaca, i den sydöstra delen av landet, 300 km sydost om huvudstaden Mexico City. San Sebastián Sedas ligger 1 924 meter över havet och antalet invånare är 496.
Terrängen runt San Sebastián Sedas är kuperad. Runt San Sebastián Sedas är det ganska tätbefolkat, med 230 invånare per kvadratkilometer. Närmaste större samhälle är San Francisco Telixtlahuaca, 6,7 km sydost om San Sebastián Sedas. I omgivningarna runt San Sebastián Sedas växer huvudsakligen savannskog.